# Eniwa
Eniwa (恵庭市; -shi) é uma cidade japonesa localizada na subprovíncia de Ishikari,na província de Hokkaido.
Em 2003 a cidade tinha uma população estimada em 66 410 habitantes e uma densidade populacional de 225,22 h/km². Tem uma área total de 294,87 km².
Recebeu o estatuto de cidade a 1 de Novembro de 1970.
|                | Norte: Kitahiroshima e Sapporo |        |
| Oeste: Sapporo | Eniwa                          | Leste: |
|                | Sul: Chitose                   |        |

## Cidades-irmãs
- Timaru, Nova Zelândia